# فرودگاه سیمارا
فرودگاه سیمارا (به انگلیسی: Simara Airport) (به زبان بومی: सिमरा विमानस्थल) یک فرودگاه همگانی با کد یاتا SIF است که یک باند فرود آسفالت دارد و طول باند آن ۱۱۹۲ متر است. این فرودگاه در کشور نپال قرار دارد و در ارتفاع ۱۳۷ متری از سطح دریا واقع شده است.

## شرکت‌های هواپیمایی و مقصدهای پروازی
| شرکت‌های هواپیمایی | مقصدهای پروازی |
| ----------------- | -------------- |
| بودا ایر          | تریبهوان       |
| نپال ایرلاینز     | تریبهوان       |